# La Chaze-de-Peyre
La Chaze-de-Peyre är en kommun i departementet Lozère i regionen Occitanien i södra Frankrike. Kommunen ligger i kantonen Aumont-Aubrac som tillhör arrondissementet Mende. År 2018 hade La Chaze-de-Peyre 295 invånare.

## Befolkningsutveckling
Antalet invånare i kommunen La Chaze-de-Peyre
| Referens: INSEE |